# Soppi (sjö i Juankoski, Norra Savolax)
Soppi är en sjö i kommunen Kuopio (före 2017 Juankoski kommun) i landskapet Norra Savolax i Finland. Sjön ligger 130,9 meter över havet. Den är 4,2 meter djup. Arean är 35 hektar och strandlinjen är 5,08 kilometer lång. Sjön  ingår i Vuoksens huvudavrinningsområde.   Den ligger omkring 55 kilometer nordöst om Kuopio och omkring 380 kilometer nordöst om Helsingfors. 
I sjön finns ön Kalliosaari. Soppi ligger norr om Suuri Aittojärvi. 